# Holostis
Els holostis (Holostei) són una infraclasse de peixos actinopterigis que agrupa peixos d'esquelet quasi totalment ossificat, amb escates ganoides i notocorda persistent. Representen un grup d'animals de transició entre els condrostis i teleostis. Comprenen dos ordres, els amiiformes (amb una sola espècie extant, Amia calva) i els lepisosteiformes. Totes les espècies actuals viuen en rius i llacs d'Amèrica del Nord i Central.
En general són peixos mitjans o grans, de cos allargat i secció circular. Estan coberts d'escates ganoides, que són un tipus d'escata amb una base òssia. L'aleta caudal és externament simètrica però la seva estructura interna és heterocerca (asimètrica).